# Горња Савина испосница
Горња Савина испосница припада манастиру Студеница, удаљена је десетак километара од манастира и налази се високо у брдима званим Немањина кула, на обронцима планине Чемерно, узводно уз реку Студеницу. Горња Савина испосница, као и Доња Савина испосница представљају непокретно културно добро као споменик културе.

## Историјат и изглед
Испосницу је подигао Свети Сава после свог повратка са Хиландара, у коју се повлачио за време постова где се у миру и тишини молио. По предању, Свети Сава управо у испосници пише Студенички типик и Житије Светог Симеона, а средњовековни записи откривају да је он у недоступној клисури установио читаву преписивачку школу из које су потекле књиге исписане српским језиком и ћирилицом да пруже народу највеће благо – просвету.
До Горње Савине испоснице се стиже шумском стазом која у првом делу пролази кроз бујну шуму и пролазећи поред Доње Савине испоснице, она се сужава на стазу не ширу од једног метра, која се налази између литице и дубоке провалије. После проласка кроз дрвену капију, указује се вишеспратна испосница, која је залепљена на литицу, до које води уска стаза и дрвени наткривен мост. У средњем веку мост је имао улогу да рушењем спречи долазак непријатеља у испосницу.
Омања црква посвећена Светом Ђорђу и келије Горње испоснице су затворене када монаха нема у њима, осим једне просторије коју крију једноставна дрвена врата без ознака. Ту је Савина пећина у којој се светац по предању подвизавао и Савино буре – извор заштићен зидом с прозорчићем кроз који ходочасници дугом кутлачом захватају воду која се користи као лек.
Последњи сталан житељ испоснице је био схијеромонах Гаврило Миловановић, који је провео своје последње четрдесет три године и трагично страдао у пожару децембра 1981. године.